# Eoasthena rowena
Eoasthena rowena är en fjärilsart som beskrevs av Robinson 1975. Eoasthena rowena ingår i släktet Eoasthena och familjen mätare. Inga underarter finns listade i Catalogue of Life.